# 上野駅 (富山県)
上野駅（うわのえき）は、富山県富山市上野（開業時は旧・上新川郡熊野村）にあった富山地方鉄道笹津線の駅（廃駅）である。笹津線の廃線に伴い1975年（昭和50年）4月1日に廃駅となった。
1969年（昭和44年）8月30日から廃止時まで、朝夕1往復ずつ運行されていた急行列車の停車駅であった。

## 歴史
- 1950年（昭和25年）9月1日：富山地方鉄道笹津線南富山駅 - 大久保町駅間再開通に伴い開業[2][3][4][5]。一般駅[5]。
- 1975年（昭和50年）4月1日：笹津線の廃線に伴い廃止となる[2][3][4][5]。

## 駅構造
廃止時点で、相対式ホーム2面2線を有する地上駅で、列車交換可能な交換駅であった。互いのホームは構内踏切で連絡した。
職員配置駅となっていた。駅舎を有した。
列車交換は主に朝夕の列車が行った。通標は南富山駅 - 当駅間が「楕円」、当駅 - 大久保町駅間が「△」であった。

## 駅周辺
田圃の中に位置した。廃止の頃には新興住宅地として住宅が増えつつあり、廃止直前には列車本数が削減されているにもかかわらず利用客が増加していた。
- 国道41号（越中東街道）
- 最勝寺 - 蜷川氏の菩提寺。
- 土川

## 駅跡
1998年（平成10年）時点では、駅にあった桜の老木が残っていた。2007年（平成19年）9月時点、2008年（平成20年）時点でも同様で、上野交差点の北の空地の草むらとなっており、駅跡の向かいには自動車販売店があった。
また、当駅跡附近の線路跡は、1998年（平成10年）時点では当線廃線後に南富山駅 - 日本繊維前駅の間を東西に走る形で開通した国道359号の取付け道路附近から田村町駅跡南側付近までは2車線の舗装道路となっていた。2008年（平成20年）時点でも同様で、当駅跡附近の道路は市道であった。

## 隣の駅
富山地方鉄道
笹津線
赤田駅 - 上野駅 - 熊野駅